# Битоля (улица във Варна)
 Тази статия е за улицата във Варна.  За града в Македония вижте Битоля.  
„Битоля“ е еднопосочна в по-голямата си част улица във Варна. Заедно с улиците „Пирин“ и „Братя Бъкстон“ тя е част от прекия маршрут в широкия градски център, свързващ напряко четирите булеварда „Владислав Варненчик“, „Сливница“, „Цар Освободител“ и „Васил Левски“. Наречена е на възрожденския град Битоля в днешна Северна Македония.

## Обекти
Северна страна
- Супермаркет Лидл (до 2017 г. „Пикадили Център“)

Южна страна
- МБАЛ „Света Анна“